# Bert Metz
Bert Metz (* 15. August 1945) ist ein niederländischer Klimatologe. 

## Leben
Metz studierte und promovierte an der Universität Delft im Fachbereich chemische Technologie.  Von 1976 bis 1987 war er im niederländischen Ministerium für Wohnen, Raumplanung und Umwelt beschäftigt, danach bis 1992 in der Botschaft in Washington als Diplomat in den Bereichen Gesundheit und Umwelt tätig. Zwischenzeitlich ging er für zwei Jahre einer Lehrtätigkeit in Zaria (Nigeria) nach.
Im Jahr 1992 kehrte er in das Ministerium zurück. Als Ressortverantwortlicher für Klimapolitik führte er die niederländische Gruppe in den Verhandlungen zum Kyoto-Protokoll. Seit 1997 arbeitet er in der niederländischen Umweltbehörde „Milieu- en Natuurplanbureau“ als Leiter der Arbeitsgruppe zu den Themen Globale Erwärmung und Nachhaltigkeit.

## Wirken
Bereits 1997 wurde er zur Arbeit am Dritten Sachstandsbericht in das Intergovernmental Panel on Climate Change (IPCC) berufen. Er war einer der Herausgeber des IPCC-Sonderberichts zur Abscheidung und Speicherung von CO2 (2005). Im Jahr 2007 war er als Co-Chair der Arbeitsgruppe III „Mitigation of Climate Change“ erneut in verantwortlicher Position an der Erstellung des Vierten Sachstandsberichts beteiligt.